# La Vaulx-Richard
La Vaulx-Richard is een gehucht in de Belgische gemeente Stavelot.  Voor de Belgische gemeentenfusie in 1977 was deze plaats al een onderdeel van Stavelot.

## Geografie
Het Ardeens gehucht ligt op de zuidelijke helling van de Amblève vallei waarbij de bewoning in hoofdzaak voorkomt aan één lange straat die dezelfde naam heeft. 
De stad Stavelot ligt in noordwesten en in het oosten grenst het aan het gehucht Lodomez.